# Сидоровский сельский совет (Гусятинский район)
Сидоровский сельский совет (укр. Сидорівська сільська рада) — входит в состав
Гусятинского района
Тернопольской области
Украины.
Административный центр сельского совета находится в 
с. Сидоров.

## Населённые пункты совета
- с. Сидоров
- с. Шидловцы